# John F. Tierney

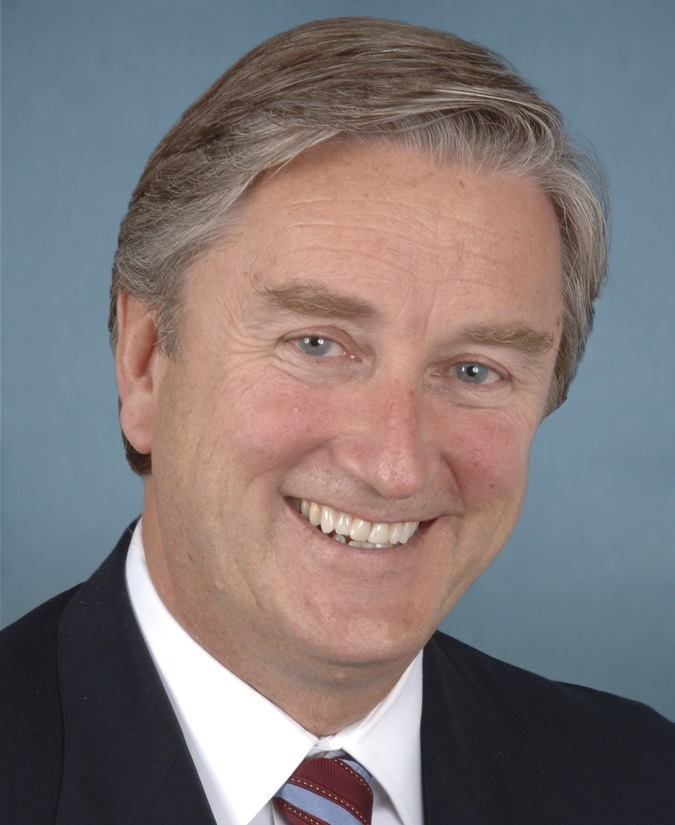
John F. Tierney

John F. Tierney (* 18. September 1951 in Salem, Massachusetts) ist ein US-amerikanischer Politiker. Von 1997 bis 2015 vertrat er den Bundesstaat Massachusetts im US-Repräsentantenhaus.

## Werdegang
John Tierney besuchte die Salem High School und danach bis 1973 das Salem State College. Anschließend studierte er bis 1976 an der Suffolk University in Boston Jura. Danach arbeitete er als Rechtsanwalt in einer Kanzlei. Von 1976 bis 1996 war er Mitglied der Handelskammer von Salem, als deren Präsident er im Jahr 1995 fungierte. Von 1992 bis 1997 war er Kurator des Salem State College. Gleichzeitig begann er als Mitglied der Demokratischen Partei eine politische Laufbahn. Im Jahr 1994 kandidierte er noch erfolglos für den Kongress.
Bei den Kongresswahlen des Jahres 1996 wurde Tierney dann im sechsten Wahlbezirk von Massachusetts in das US-Repräsentantenhaus in Washington, D.C. gewählt, wo er am 3. Januar 1997 die Nachfolge des Republikaners Peter G. Torkildsen antrat. Nach acht Wiederwahlen konnte er sein Mandat im Kongress bis zum Jahr 2015 ausüben. Dort war er unter anderem Mitglied im Ausschuss für Bildung und Arbeit und im Committee on Oversight and Government Reform sowie in drei Unterausschüssen. In seine Zeit als Kongressabgeordneter fielen die Terroranschläge am 11. September 2001, der Irakkrieg und der Militäreinsatz in Afghanistan. Er galt als liberaler Abgeordneter. Im Jahr 2010 wurde er mit 56,9 % der Wählerstimmen bestätigt, obwohl seine Frau Patrice damals wegen Steuerbetrugs angeklagt war.
Im September 2014 bewarb er sich erneut um die Nominierung seiner Partei, unterlag aber in der Primary dem politisch unerfahrenen Seth Moulton mit 40:51 Prozent der Stimmen. Als Grund wurde ein Glücksspielskandal angesehen, in den seine Frau und sein Schwager verwickelt waren. Tierney musste damit am 3. Januar 2015 aus dem Kongress ausscheiden; sein Nachfolger wurde Moulton.